# Incendie criminel de Solingen
L'incendie criminel de Solingen fait référence à l'incendie volontaire de la maison d'une famille d'origine turque, dans la nuit du 28 au 29 mai 1993 dans la localité de Solingen, dans l'ouest de l'Allemagne. Cet attentat aux motivations xénophobes est perpétré par quatre jeunes allemands âgés de 16 à 23 ans, proches de mouvances skinhead néonazi. Il cause la mort de cinq personnes dont trois enfants âgés de quatre, neuf et douze ans. 

## Contexte
Dans une Allemagne fraichement réunifiée, la communauté turque allemande est de plus en plus stigmatisée. Plusieurs assassinats de Turcs par des néo-nazis font la une des journaux, comme ceux de Mete Ekşi en 1991, tué à coups de batte de baseball, ou l'incendie criminel de Mölln, à l'hiver 1992, au cours duquel deux fillettes turques et leur grand-mère périssent. L'incendie de Mölln présente de nombreuses similitudes avec les événements de Solingen, le procès du premier se tenant simultanément à ce dernier. Le gouvernement allemand cherche, quant à lui, à limiter significativement l'immigration en votant une réforme stricte du droit d'asile en mai 1993, trois jours avant l'attaque de Solingen. Ces débats sur le droit d'asile sont l'occasion de débordements de la part de certaines personnalités politiques, stigmatisant à l'occasion les étrangers installés en Allemagne.

## Déroulement des faits
Dans la nuit du 28 au 29 mai 1993, alors que les membres de la famille Genc dorment dans leur habitation du 81 Untere Wernerstrass, à Solingen, près de Düsseldorf, un violent incendie éclate. Bekir Genc, 15 ans, arrive à s'extirper de la maison en flamme en sautant par une fenêtre tandis que, prisonnières à l'intérieur, ses sœurs et nièces meurent carbonisées. Grièvement brûlé, Bekir passera 22 jours dans le coma avant de se réveiller, et sera l'un des dix blessés ayant survécu au drame. 
Les victimes, toutes des femmes, sont au nombre de cinq :
- Hülya Genc, 4 ans ;
- Saime Genc, 9 ans ;
- Gülüstan Öztürk, 12 ans ;
- Hatice Genc, 18 ans ;
- Gürsün Genc, 27 ans.

Au moment de l'incendie, des témoins aperçoivent des jeunes vêtus de veste en cuir s'échapper de la scène de crime. Des croix gammées, fraichement peintes, sont découvertes sur des habitations du voisinage et dans l'air de jeux du quartier.
Le 30 mai 1993, Christian Riher, un skinhead de 16 ans, est arrêté par la police. Voisin de la famille Genc, Riher est déjà connu pour avoir causé des incendies volontaires et participé à des violences contre des Turcs au sein d'un groupe de Hooligans de Solingen. Il avouera d'abord avoir agi avec trois autres complices avant de se rétracter et d'affirmer être le seul responsable de l'incendie. Le 4 juin 1993, trois autres skinhead, Christian Buchholz (19 ans), Markus Gartmann (23 ans) et Felix Kohnen (16 ans), sont arrêtés. Gartmann avouera sa participation lors de l'enquête, tandis que Buchholz et Kohnen nieront en bloc. La nuit du crime, le trio s'était retrouvé impliqué dans une bagarre, dans un bar de la ville, contre des étrangers qu'ils pensaient turcs. Expulsés du bar et déterminés à se venger, ils croisent Riher et décident de passer à l'acte. D'après le magazine Focus, les quatre jeunes se seraient connus en côtoyant le même club d'arts martiaux.

## Réactions
L'incendie provoque d'importantes émeutes au sein de la communauté Turque-Allemande. Le 31 mai 1993, près de trois cents Turcs détruisent des vitrines de magasin, arrêts de bus et panneaux de signalisation sur près d'un kilomètre dans Solingen. À Cologne, des manifestants bloquent l'autoroute accédant à l'aéroport de la ville, forçant l'annulation de plusieurs vols.

## Suites judiciaires
Lors du procès se tenant à Düsseldorf en entre 1994 et 1995, Reher admettra sa participation à l'incendie mais indiquera être le seul responsable de l'incendie. Interrogé sur le motif de l'attaque, il affirmera avoir voulu « seulement les forcer à fuir la maison ». Gartmann, bien qu'ayant précédemment reconnu les faits et incriminé ses acolytes, reviendra sur ses aveux et niera son implication, tout comme Kohnen et Buchholz. 
Le 12 octobre 1995, après 18 mois de procès, la justice allemande condamne les quatre jeunes à des peines de dix à quinze ans de prison. En raison de leur âge, Kohnen, Reher et Buchholz écopent d'une peine maximum de dix ans, tandis que Gartmann est condamné à quinze ans de prison, bien qu'il encourait la perpétuité. À l'issue du verdict, Kohnen menace de se suicider avant de traiter les juges de « porcs », tandis que près de 200 Turcs, rassemblés devant le palais de justice, exprimeront leur mécontentement face à une peine jugée trop clémente.